# Карой Дітц
Карой Дітц (угор. Károly Dietz, 21 липня 1885, Шопрон — 9 липня 1969, Будапешт) — угорський футболіст, що грав за клуби «Мадьяр» та «Мюед'єтемі». По завершенні ігрової кар'єри — тренер.

## Біографія
Закінчив право в Будапештському університеті технологій. З 1909 року був прес-секретарем Державної поліції, а з 1917 по 1918 рік був слідчим Національної адміністрації з питань харчових продуктів і медикаментів. Після Революції айстр, він був капітаном міліції Будапешта з 31 жовтня 1918 по 21 березня 1919 року. Він заарештував Белу Куна та його сподвижників 21 лютого 1919 року і тому був у полоні на початку Радянської республіки, з 21 березня по 16 травня. Під час режиму Пейдлі він знову став начальником поліції Будапешту, лише на 4 дні (3 - 6 серпня), але був змушений піти у відставку після захоплення Іштвана Фрідріха.
Потім він працював у приватній компанії як бухгалтер. У 1930 році отримав ступінь доктора права в університеті Сегеду, а в 1931 році відкрив юридичну фірму в Будапешті.
Після перевороту німецьким рейхом в жовтні 1944 року Дітц був ув'язнений у в'язницю для політичних в'язнів у Шопронкехіді, а потім переданий німцям, які його депортували до концтабору Маутхаузен. У 1951 році був переселений комуністичним режимом до Бодрогкерестура і повернувся в Будапешт у 1953 році, де помер 9 липня 1969 року на 84-му році життя.

## Ігрова кар'єра
У футболі дебютував виступами за команду «Мадьяр». Згодом перейшов до клубу «Мюед'єтемі», де і завершив кар'єру футболіста.
| Дата       | Місто      | Господарі      | Результат | Гості                   | Турнір                             | Голи | Примітки |
| ---------- | ---------- | -------------- | --------- | ----------------------- | ---------------------------------- | ---- | -------- |
| 07.10.1934 | Будапешт   | Угорщина       | 3 – 1     | Австрія                 | Кубок Центральної Європи 1933—1935 | -    |          |
| 09.12.1934 | Мілан      | Італія         | 4 – 2     | Угорщина                | товариський матч                   | -    |          |
| 16.12.1934 | Дублін     | Ірландія       | 2 – 4     | Угорщина                | товариський матч                   | -    |          |
| 14.04.1935 | Цюріх      | Швейцарія      | 6 – 2     | Угорщина                | Кубок Центральної Європи 1933—1935 | -    |          |
| 12.05.1935 | Будапешт   | Угорщина       | 6 – 3     | Австрія                 | товариський матч                   | -    |          |
| 19.05.1935 | Коломб     | Франція        | 2 – 0     | Угорщина                | товариський матч                   | -    |          |
| 22.09.1935 | Будапешт   | Угорщина       | 1 – 0     | Чехословаччина          | Кубок Центральної Європи 1933—1935 | -    |          |
| 06.10.1935 | Відень     | Австрія        | 4 – 4     | Угорщина                | Кубок Центральної Європи 1933—1935 | -    |          |
| 10.11.1935 | Будапешт   | Угорщина       | 6 – 1     | Швейцарія               | товариський матч                   | -    |          |
| 24.11.1935 | Мілан      | Італія         | 2 – 2     | Угорщина                | Кубок Центральної Європи 1933—1935 | -    |          |
| 15.03.1936 | Будапешт   | Угорщина       | 3 – 2     | Німеччина               | товариський матч                   | -    |          |
| 05.04.1936 | Відень     | Австрія        | 3 – 5     | Угорщина                | товариський матч                   | -    |          |
| 03.05.1936 | Будапешт   | Угорщина       | 3 – 3     | Ірландія                | товариський матч                   | -    |          |
| 31.05.1936 | Будапешт   | Угорщина       | 1 – 2     | Італія                  | товариський матч                   | -    |          |
| 27.09.1936 | Будапешт   | Угорщина       | 5 – 3     | Австрія                 | Кубок Центральної Європи 1936—1938 | -    |          |
| 04.10.1936 | Бухарест   | Румунія        | 1 – 2     | Угорщина                | товариський матч                   | -    |          |
| 18.10.1936 | Прага      | Чехословаччина | 5 – 2     | Угорщина                | Кубок Центральної Європи 1936—1938 | -    |          |
| 02.12.1936 | Лондон     | Англія         | 6 – 2     | Угорщина                | товариський матч                   | -    |          |
| 06.12.1936 | Дублін     | Ірландія       | 2 – 3     | Угорщина                | товариський матч                   | -    |          |
| 11.04.1937 | Базель     | Швейцарія      | 1 – 5     | Угорщина                | Кубок Центральної Європи 1936—1938 | -    |          |
| 25.04.1937 | Турин      | Італія         | 2 – 0     | Угорщина                | Кубок Центральної Європи 1936—1938 | -    |          |
| 09.05.1937 | Будапешт   | Угорщина       | 1 – 1     | Югославія               | товариський матч                   | -    |          |
| 23.05.1937 | Будапешт   | Угорщина       | 2 – 2     | Австрія                 | товариський матч                   | -    |          |
| 19.09.1937 | Будапешт   | Угорщина       | 8 – 3     | Чехословаччина          | Кубок Центральної Європи 1936—1938 | -    |          |
| 10.10.1937 | Відень     | Австрія        | 1 – 2     | Угорщина                | Кубок Центральної Європи 1936—1938 | -    |          |
| 14.11.1937 | Будапешт   | Угорщина       | 2 – 0     | Швейцарія               | Кубок Центральної Європи 1936—1938 | -    |          |
| 09.01.1938 | Лісабон    | Португалія     | 4 – 0     | Угорщина                | товариський матч                   | -    |          |
| 16.01.1938 | Люксембург | Люксембург     | 0 – 6     | Угорщина                | товариський матч                   | -    |          |
| 20.03.1938 | Нюрнберг   | Німеччина      | 1 – 1     | Угорщина                | товариський матч                   | -    |          |
| 25.03.1938 | Будапешт   | Угорщина       | 11 – 1    | Греція                  | Відбір до ЧС 1938                  | -    |          |
| 05.06.1938 | Реймс      | Угорщина       | 6 – 0     | Нідерландська Ост-Індія | ЧС 1938 - 1/8                      | -    |          |
| 12.06.1938 | Лілль      | Угорщина       | 2 – 0     | Швейцарія               | ЧС 1938 - 1/4                      | -    |          |
| 16.06.1938 | Париж      | Угорщина       | 5 – 1     | Швеція                  | ЧС 1938 - 1/2                      | -    |          |
| 19.06.1938 | Коломб     | Угорщина       | 2 – 4     | Італія                  | ЧС 1938 - Финал                    | -    |          |
| 07.12.1938 | Глазго     | Шотландія      | 3 – 1     | Угорщина                | товариський матч                   | -    |          |
| 26.02.1939 | Роттердам  | Нідерланди     | 3 – 2     | Угорщина                | товариський матч                   | -    |          |
| 16.03.1939 | Париж      | Франція        | 2 – 2     | Угорщина                | товариський матч                   | -    |          |
| 19.03.1939 | Корк       | Ірландія       | 2 – 2     | Угорщина                | товариський матч                   | -    |          |
| 02.04.1939 | Цюріх      | Швейцарія      | 3 – 1     | Угорщина                | товариський матч                   | -    |          |
| 18.05.1939 | Будапешт   | Угорщина       | 2 – 2     | Ірландія                | товариський матч                   | -    |          |
| 08.06.1939 | Будапешт   | Угорщина       | 1 – 3     | Італія                  | товариський матч                   | -    |          |
| Усього     |            | Матчів         | 41        |                         | Голів                              | -    |          |

## Титули і досягнення
Тренер
- Віце-чемпіон світу: 1938